# Utzbürg
Utzbürg ist ein Gemeindeteil der Stadt Hollfeld im Landkreis Bayreuth (Oberfranken, Bayern). Utzbürg liegt in der Gemarkung Schönfeld.

## Geografie
Utzbürg liegt in Hanglage auf der linken Talseite des Baches Lochau, der zum Einzugsgebiet der Wiesent gehört und im nördlichen Teil der Fränkischen Schweiz entspringt. Die Nachbarorte sind Pilgerndorf und Schönfeld im Norden, Obernsees im Osten, Truppach im Südosten und Wohnsdorf im Südwesten. Die Einöde ist vom acht Kilometer entfernten Hollfeld aus über die Staatsstraße St 2191 und dann über eine Ortsverbindungsstraße erreichbar, die in Gottelhof von der Staatsstraße abzweigt.

## Geschichte
Bis zur kommunalen Verwaltungsreform war Utzbürg ein Gemeindeteil der Gemeinde Schönfeld im Landkreis Ebermannstadt. Die Gemeinde hatte 1961 insgesamt 403 Einwohner, davon sechs in Utzbürg, das damals ein Wohngebäude hatte. Als die Gemeinde Schönfeld mit der bayerischen Gebietsreform am 1. Januar 1972 aufgelöst wurde, wurde Utzbürg zu einem Gemeindeteil der Stadt Hollfeld.